# Tarache areloides
Tarache areloides is een vlinder uit de familie van de uilen (Noctuidae). De wetenschappelijke naam van deze soort is voor het eerst voorgesteld door William Barnes en James Halliday McDunnough in een publicatie uit 1912.
De soort komt voor in het westen van de Verenigde Staten.